# Jules Wieme
Jules Julien François Wieme, né à Huysse-Lozère le 24 août 1922 et mort à Gand le 13 janvier 2015, mieux connu sous le nom de Cyriel Wieme ou Frère Cyriel, est un frère des écoles chrétiennes qui a développé l'agriculture dans le nord du Rwanda sur une période de 42 ans.

## Petite enfance
Sa famille avec 12 enfants s'installe en 1932 à Leupegem où il grandit dans une spacieuse ferme carrée près de Kerselare (nl). Il fréquenta l'école primaire avec les sœurs de la Visitation de Edelare et étudia Latin-Grec au collège de Audenarde. Il interrompt ses études pendant la guerre pour travailler à la ferme parentale en remplacement de ses deux frères mobilisés.

## Parcours de vie
Ses frères furent démobilisés et Wieme devint novice avec les Frères des Écoles Chrétiennes à Grand-Bigard le 7 septembre 1941. Il a été muté à Bokrijk le 10 janvier 1946 où il a enseigné pendant quatre ans en première année du secondaire. Plus tard, il fut responsable de la ferme du monastère et devint également gardien et supérieur du monastère.
En 1971, l'Unesco a décidé, en collaboration avec le Ministère de l'éducation, de créer le Cerar's (Centre d'Education Rurale et Artisanale du Rwanda) : une forme d'éducation pour les garçons qui ont terminé six ans d'enseignement primaire mais ne peuvent être admis dans l'enseignement secondaire. En décembre 1971, il s'est rendu au Rwanda. Il accordait beaucoup d'attention à la vie des paysans, à leurs méthodes et aux (faibles) rendements. Impressionné par leur pauvreté, et en même temps affecté par la richesse du climat et le grand potentiel de la main-d'œuvre, il a étudié les programmes locaux. Il note avec regret que très peu de temps est prévu pour la pratique à l'école. Selon lui, l'éducation qui consacre trop de temps à l'enseignement théorique fournit trop de formation classique et est composée de personnes qui fuient l'agriculture. Le 4 septembre 1972, il partit définitivement pour le Rwanda où il enseigna jusqu'en 1975 Byumba. Sur la colline de Kisaro, il commence une école d'agriculture, où il applique immédiatement la culture en terrasses, comme un moyen de combattre l'érosion et d'obtenir plus de terres agricoles dans le nord du Rwanda, densément peuplé et montagneux. Les jeunes sont persuadés de construire les premières terrasses sur le meilleur sol. Le premier rendement des pommes de terre est si convaincant que les garçons affirment qu'ils n'ont jamais vu de tels tubercules auparavant. L'orge, le blé et le sorgho se portent bien aussi. La confiance a été gagnée, le départ a été donné. La plupart d'entre eux l'ont compris immédiatement. Bien qu'il soit également confronté à l'opposition du gouvernement et de ses supérieurs. Pourtant, il continue à travailler obstinément.
Les jeunes agriculteurs sont encouragés à construire leur propre maison avec une citerne, une terrasse agricole avec des pommes de terre, des céréales et des légumes et un cochon pour leur autosuffisance après leurs études. Le climat permet de faire deux récoltes par an.
Il donne des séminaires sur l'érosion et ce qui peut être fait à ce sujet dans les universités de Butare et de Ruhengeri. Il a fondé le Centre de Perfectionnement Agricole (CPA), devenu en 1999 le CPPA (Centre de Perfectionnement et de Promotion Agricole). Il a maintenu des contacts avec les autorités rwandaises, belges, français, canadiennes et allemandes afin d'obtenir un soutien pour son projet. Ses méthodes agricoles sont finalement remarquées au niveau national et international et promues par le Ministère de l'Agriculture dans tout le Rwanda.
En plus de cultiver et de commercialiser des produits agricoles, il peut utiliser le produit de la vente pour fournir une éducation maternelle et primaire et pour travailler dans un environnement social avec un petit dispensaire. Il enseigne également le travail du fer et du bois et construit des granges, des écuries, une boucherie, une boulangerie et un moulin, le tout pour soutenir la population locale.
Depuis 1991, Wieme s'efforce de soutenir les camps de réfugiés près de Kisaro avec la Croix-Rouge et plusieurs autres monastères. Il est nommé maire adjoint. Au déclenchement du génocide des Tutsi le 6 avril 1994, il doit retourner en Belgique à deux reprises temporairement,. À partir de 1995, il reconstruit l'école agricole après que le centre ait été occupé par les insurgés. En 2014, il doit retourner en Belgique en raison d'une maladie en phase terminale où il meurt à l'hôpital universitaire de Gand. Le 14 mars 2015 fut inauguré un monument commémoratif sur la colline Kisaro,,.